# Eichhase
Der Eichhase oder Ästige Büschel-Porling (Polyporus umbellatus, Syn.: Cladomeris umbellata, Dendropolyporus umbellatus, Polypilus umbellatus) ist eine Pilzart aus der Familie der Stielporlingsverwandten.

## Merkmale

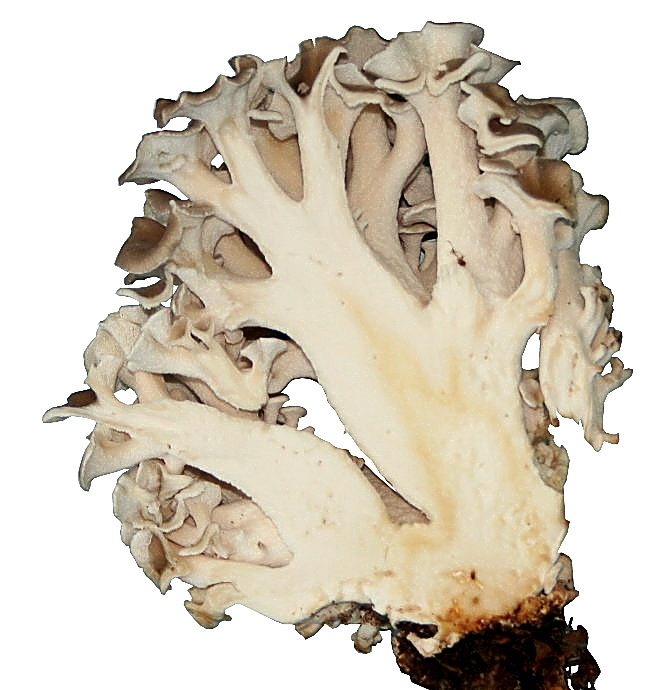
Der Eichhase bildet aus einem Sklerotium einen Sammelfruchtkörper. Die aus dem Strunk wachsenden, verzweigten Stiele enden in trichterförmigen Hütchen.

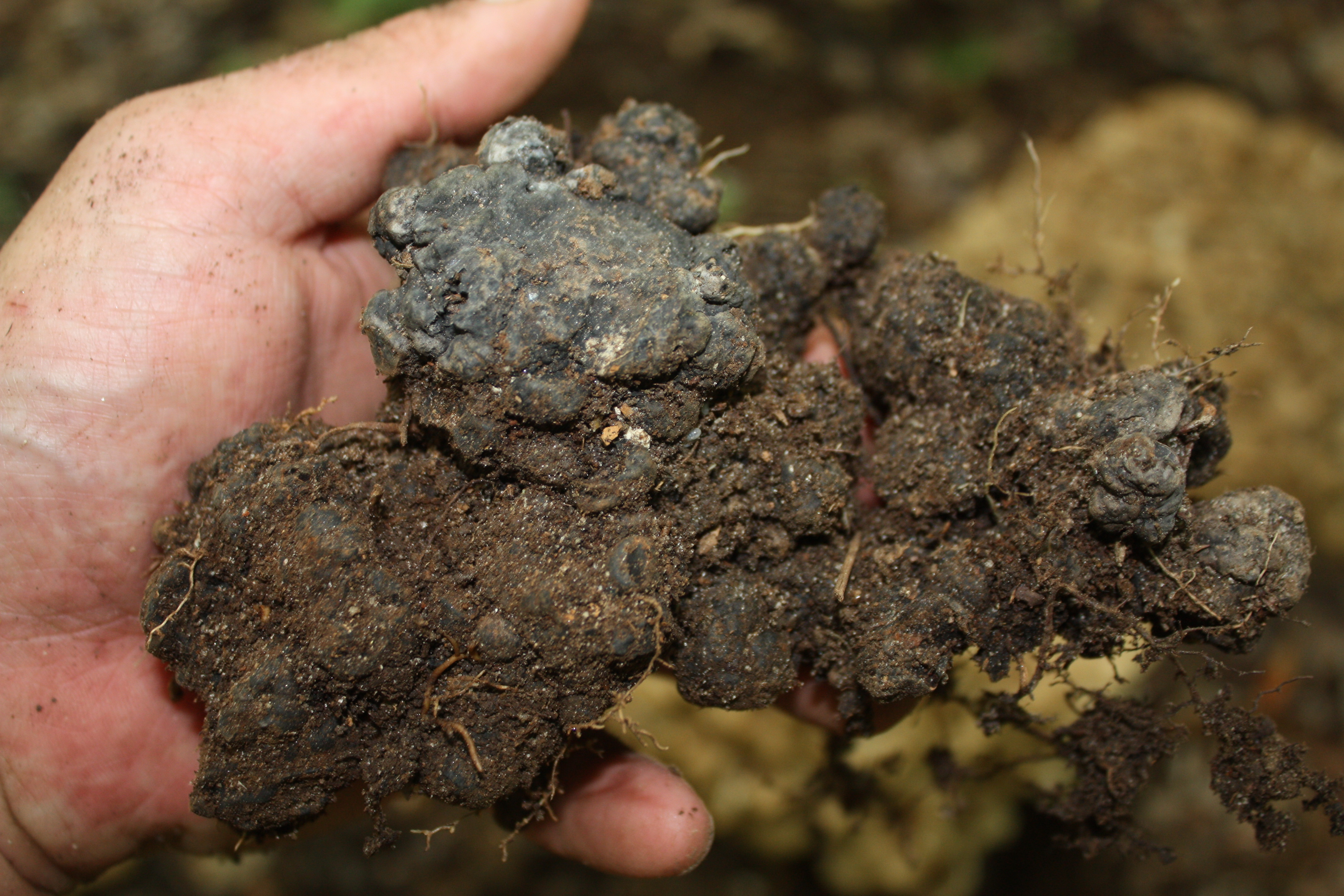
Die Fruchtkörper des Eichhasen wachsen aus einem knolligen, unterirdischen Sklerotium.

Der Eichhase bildet büschelige, aus zahlreichen gestielten runden Einzelhüten bestehende Fruchtkörper. Diese können Durchmesser von 20 bis 40, manchmal auch 50 Zentimetern erreichen und mehrere Kilogramm wiegen. Die einzelnen Stiele laufen in einem gemeinsamen Strunk zusammen. Dieser entspringt einem schwarz-braunen, glatt berindeten, etwas verästelten Sklerotium, das sich dicht unter der Erdoberfläche befindet.
Die einzelnen Hüte sind blass gelb bis graubraun gefärbt und werden zwischen einem und vier Zentimeter breit. Sie besitzen eine faserige Oberfläche und sind in der Mitte meist vertieft. Der Rand ist wellig verbogen und relativ dünn. Auf der Unterseite der Hüte befindet sich eine weißliche Porenschicht (Hymenophor), die weit am Stiel herablaufen kann. Die Poren sind rundlich und die Röhren ein bis zwei Millimeter lang.
Das Fruchtfleisch ist ebenfalls weißlich, faserig und brüchig. Es riecht jung angenehm mehlartig, im Alter besitzt es jedoch einen unangenehmen Geruch. Das Sklerotium ist unregelmäßig knollig verzweigt und besitzt eine runzelige Oberfläche. Es besteht aus einer dünnen braunschwarzen Rinde und einem zähen, korkigen Inneren. Das Sklerotium umwächst meist dünne, noch lebende Baumwurzeln.
Die Fruchtkörper sind weichfleischig und nicht langlebig, besonders bei regnerischem Wetter verderben sie schnell und brechen zusammen; das Sklerotium bleibt allerdings weiter bestehen. Das Sporenpulver ist weißlich gefärbt.

## Artabgrenzung
Der Eichhase besitzt eine Ähnlichkeit mit dem Klapperschwamm. Dieser besitzt jedoch stets seitlich gestielte Hüte.

## Ökologie
Der Eichhase ist ein wärmeliebender Pilz, der kalziumreiche Böden bevorzugt. So ist er in Buchen- sowie in gemischten Laub- und Mischwäldern mit Buchen und Eichen auf basen- und kalkhaltigem Untergrund zu finden. Die Böden können aus Muschel-, Malm-, Moränenkalk, Kalksand oder Kalkmergel bestehen; auch auf basenhaltigem Silikat, wie beispielsweise Feldspat, kann er vorkommen. Gemieden werden basenarme, magere Sand- und Lehmböden.
Die Fruchtkörper erscheinen zwischen Juli und September, können aber nach ergiebigen Regenfällen bei warmem Wetter bereits Ende Mai erscheinen. Einzelne Exemplare können bis in den November überdauern.
Der Eichhase lebt als Parasit oder Saprobiont am Grund lebender oder toter Bäume beziehungsweise Stümpfe oder in der Nähe davon. Die Fruchtkörper treten einzeln oder gesellig mit bis zu sechs Exemplaren auf. Auch nach dem Abholzen der Wirtsbäume soll der Pilz noch bis zu 30 Jahre an den bestehen bleibenden Stümpfen (zum Beispiel im nachfolgenden Fichtenbestand) überleben können. Möglich ist auch ein Wirtswechsel zur Fichte, die für Nordamerika und Europa manchmal als Substrat angegeben wird.
Es wird von einer Symbiose zwischen dem Eichhasen und dem Hallimasch (Armillaria mellea s. l.) berichtet. Offenbar kann der Eichhase ohne das Myzel des Hallimaschs in der Natur keine Sklerotien ausbilden. Als mit dem Eichhasen assoziierte Hallimascharten wurden unter anderem Armillaria gallica und Armillaria cepistipes genetisch bestätigt. Um in Kultur Sklerotiumbildung zu erreichen, wird daher der Eichhase entweder gemeinsam mit Myzel des Hallimaschs angezüchtet oder zumindest werden dem Nährmedium Hallimaschauszüge beigegeben.

## Verbreitung
Der Eichhase findet in der Holarktis eine temperate Verbreitung, wo er in den Eichen- und Buchenbeständen Sommergrüner Laubwälder zu finden ist. Der Pilz ist in Nordamerika und in Asien im Kaukasus, West- und Ostsibirien und in Pakistan anzutreffen. In Europa ist er vor allem im zentralen und teilweise im östlichen Teil des Kontinents verbreitet; nach Norden reicht das Gebiet bis ins südliche Fennoskandinavien. In Deutschland kommt der Pilz zerstreut von der Küste bis ins Alpenvorland vor.

## Verwendung in der Medizin
Die Sklerotien des Eichhasen werden in China seit über 2000 Jahren als Diuretikum genutzt. Die Fruchtkörper enthalten zudem Polysaccharide, die tumorhemmende Wirkungen aufweisen und die Reproduktionsrate des Hepatitis B-Virus im Menschen senken.